# Emily Sweet
Emily Sweet (* in Baltimore, Maryland) ist eine US-amerikanische Schauspielerin und Model.

## Leben
Sweet wurde in Baltimore geboren. Sie hat eine Schwester. Bereits als Kind verfolgte Sweet den Traum, Schauspielerin werden zu wollen. Nach ihrem Abschluss am College übte sie verschiedene Berufe aus, merkte aber, dass sie dadurch nicht glücklich wurde. In jungen Jahren zog sie nach New York City, wo sie mit der Schauspielerei begann, indem sie in Theaterstücken, Musicals und Kurzfilmen auftrat. Sie studierte Theaterkunst und Spanisch an der State University of New York at Fredonia, die sie mit dem Bachelor of Arts abschloss. In einem Interview gab sie an, dass sie am liebsten in Horrorfilmen mitspielt. 2018 wirkte sie in The Dragon Unleashed als Nebendarstellerin mit und fiel durch Nacktszenen auf. 2019 spielte sie im Abenteuerfilm The Final Level: Flucht aus Rancala die Rolle der Chrissy. 2020 spielte sie im Horrorfilm Cry Havoc die weibliche Hauptrolle der Ellen Weaver. Im selben Jahr spielte sie außerdem im Horrorfilm Field of Blood – Labyrinth des Schreckens die Rolle der Wendy und im Horrorfilm Castle Freak die Rolle der Shelly, in der sie auch in einer Sexszene zu sehen war. 2021 übernahm sie die weibliche Hauptrolle der Lily Lantz im Abenteuerfilm Mount Adams und war außerdem im Netflix Original Hostage House als Antagonistin zu sehen.

## Filmografie (Auswahl)
- 2016: NuWorld (Kurzfilm)
- 2016: Wally (Fernsehserie, 2 Episoden, verschiedene Rollen)
- 2017: Syn (Fernsehserie, 13 Episoden)
- 2017: Hold Your Breath (Kurzfilm)
- 2018: Palace
- 2018: The Dragon Unleashed
- 2019: Mindframe (Kurzfilm)
- 2019: The Final Level: Flucht aus Rancala (The Final Level: Escaping Rancala)
- 2020: Cry Havoc
- 2020: Field of Blood – Labyrinth des Schreckens (Fear PHarm)
- 2020: Castle Freak
- 2021: Hostage House
- 2021: Mount Adams
- 2022: Desert Shadows
- 2022: V/H/S/99
- 2022: Scarecrow (Kurzfilm)
- 2022: Carp-e Diem
- 2023: Eight Eyes
- 2024: Enchanting Christmas
- 2025: Raging Midlife